# Paso Grande
Paso Grande är en ort i Argentina.   Den ligger i provinsen San Luis, i den centrala delen av landet, 700 km väster om huvudstaden Buenos Aires. Paso Grande ligger 973 meter över havet och antalet invånare är 427.
Terrängen runt Paso Grande är platt österut, men västerut är den kuperad. Runt Paso Grande är det mycket glesbefolkat, med 6 invånare per kvadratkilometer.. Närmaste större samhälle är La Toma, 19,5 km söder om Paso Grande.
Omgivningarna runt Paso Grande är i huvudsak ett öppet busklandskap.